# Kabushiki-gaisha
Una kabushiki-gaisha (株式会社?; pronuncia: [kabu͍ɕi̥ki ɡaiɕa]) o kabushiki-kaisha, comunemente abbreviata K.K., è un tipo di società (会社?, kaisha) definita dal diritto societario giapponese. Il termine è spesso tradotto come "società per azioni".

## Definizione
Nelle lingue occidentali, si usa solitamente la forma kabushiki-kaisha (o kabushiki kaisha) mentre la pronuncia originale giapponese è kabushiki-gaisha a causa del fenomeno del rendaku.
Una kabushiki-gaisha deve includere "株式会社" nel suo nome (Articolo 6, paragrafo 2, della Legge sulle società). Nel nome di una società, "株式会社?" si può usare come prefisso (ad es.  Kabushiki-gaisha Dentsū, che è chiamato "mae-kabu") o come suffisso (ad es. トヨタ自動車株式会社 Toyota Jidōsha Kabushiki-gaisha, che è chiamato "ato-kabu").
Molte società giapponesi traducono la locuzione "株式会社" nel loro nome come Co., Ltd. mentre altre usano le traduzioni più americanizzate Corporation o Incorporated. I testi inglesi spesso si riferiscono alle kabushiki-gaisha come joint stock companies, ossia "società per azioni"; tuttavia, benché questa sia vicina a una traduzione letterale del termine, le due espressioni non sono equivalenti. Il governo giapponese precedentemente aveva avallato business corporation come traduzione ufficiale ma ora usa la traduzione più letterale stock company.
A causa dello spazio limitato o per altre ragioni, in giapponese, è comune abbreviare "株式会社" nel nome di una società sulla segnaletica (incluse le fiancate dei suoi veicoli) semplicemente in 株 tra parentesi, come, ad esempio, "ABC(株)", dove il nome completo, formale, sarebbe "ABC株式会社".

## Storia
La prima kabushiki-gaisha fu la First National Bank of Japan, costituita nel 1873.
Le regole riguardanti le kabushiki-gaisha furono fissate nel Codice commerciale giapponese. Durante l'occupazione americana seguita alla Seconda guerra mondiale, le autorità di occupazione introdussero revisioni al Codice commerciale sulla base dell'Illinois Business Corporation Act ("Legge sulle società commerciali dell'Illinois") del 1933, dando alle kabushiki-gaisha molti tratti delle società statunitensi.
Con il tempo, la legge societaria giapponese e statunitense si allontanarono, e le K.K. assunsero molte caratteristiche che non si ritrovano nelle società per azioni statunitensi. Ad esempio, una K.K. non poteva riacquistare le proprie azioni (una restrizione che ancora rimane), emettere azioni a un prezzo inferiore a 50.000 yen per azione (in vigore dal 1982), od operare con un capitale versato inferiore a 10 milione di yen (in vigore nel 1991-2005).
Il 29 giugno 2005, la Dieta del Giappone approvò una nuova Legge sulle società (会社法?, kaisha-hō), che entrò in vigore il 1º maggio 2006. La nuova legge influenzò grandemente la formazione e la funzione delle K.K. e di altre organizzazioni commerciali giapponesi, portandole più vicino alle loro omologhe contemporanee degli Stati Uniti. Esempi eminenti sono il cambio di nome di Nikon KK e Sony KK rispettivamente in Nikon Corporation e Sony Corporation.

## Formazione
Una kabushiki-gaisha può essere avviata con un capitale di appena 1 yen, rendendo il costo totale della costituzione di una K.K. approssimativamente di 240.000 yen (circa 1.970 euro) in tasse e oneri notarili. In base al vecchio Codice Commerciale, una K.K. richiedeva un capitale iniziale di 10 milioni di yen (circa 8.200 euro); in seguito fu istituito un requisito di capitale inferiore, ma alle persone giuridiche con un attivo minore di 3 milioni di yen fu vietato di emettere dividendi, e alle società fu chiesto di aumentare il loro capitale a 10 milioni di yen entro cinque anni dalla formazione.
I passi principali per la costituzione sono i seguenti:
1. Predisposizione e registrazione notarile dell'atto costitutivo (in inglese: articles of incorporation)
2. Ricevimento del capitale, o direttamente o attraverso un'offerta

La costituzione di una K.K. è eseguita da uno o più soci fondatori (発起人?, hokkinin, a volte designati come "promotori"). Sebbene fossero richiesti sette soci fondatori ancora fino agli anni 1980, per una K.K. ora occorre un solo socio fondatore, che può essere una persona fisica o giuridica. Se vi sono più soci fondatori, devono firmare un contratto di società di persone (partnership agreement) prima di costituire la società.
1. Il valore o l'ammontare minimo di attività ricevuto in cambio dell'emissione iniziale di azioni
2. Il nome e l'indirizzo del socio fondatore (dei soci fondatori)

La dichiarazione dello scopo sociale richiede una certa conoscenza specialistica, in quanto il Giappone segue una dottrina dell'ultra vires e non consente a una K.K. di agire oltre i suoi scopi. Assistenti legali o amministrativi (judicial o administrative scriveners) sono spesso ingaggiati per redigere gli scopi di una nuova società.
In più, l'atto costitutivo deve contenere i seguenti elementi se applicabili:
1. Qualsiasi attività diversa dai contanti conferita alla società a titolo di capitale, il nome del conferitore e il numero di azioni emesse per tali attività
2. Qualsiasi attività promessa in acquisto dopo la costituzione della società e il nome del fornitore
3. Qualsiasi compensazione da pagare al socio fondatore (ai soci fondatori)
4. Spese di costituzione non ordinarie che saranno sostenute dalla società

Possono essere regolate altre questioni, come limiti al numero di amministratori e revisori. Il Codice societario consente a una K.K. di essere formata come una "società per azioni che non è una società ad azionariato diffuso" (公開会社でない株式会社?, kōkai gaisha denai kabushiki gaisha), o una (cosiddetta) "società chiusa" (非公開会社?, hi-kōkai gaisha), in cui il consiglio di amministrazione deve approvare qualsiasi trasferimento di azioni tra gli azionisti; questa designazione deve essere fatta nell'atto costitutivo.
L'atto deve essere sigillato dal socio fondatore (dai soci fondatori) e registrato da un notaio, poi depositato all'Ufficio affari legali nella giurisdizione dove la società avrà la sua sede principale.

### Ricevimento del capitale
In una costituzione diretta ciascun socio fondatore riceve un ammontare di azioni come previsto nell'atto costitutivo. Ciascun socio fondatore deve poi immediatamente versare la sua quota del capitale iniziale della società e se nessun amministratore è stato designato nell'atto costitutivo, riunirsi per decidere gli amministratori iniziali e altri funzionari.
L'altro metodo è una "costituzione mediante offerta", nella quale ciascun socio fondatore diventa il sottoscrittore di un numero specificato di azioni (almeno una ciascuno), e le altre azioni sono offerte agli altri investitori. Come in una costituzione diretta, i soci fondatori devono poi tenere una riunione organizzativa per nominare gli amministratori iniziali e gli altri funzionari. Qualsiasi persona che desideri ricevere azioni deve presentare una domanda al socio fondatore, e poi fare un pagamento per le azioni da acquistare entro una data specificata dal socio fondatore (dai soci fondatori).
Il capitale deve essere ricevuto sul conto di una banca commerciale designata dal socio fondatore (dai soci fondatori) e la banca deve fornire la certificazione dell'avvenuto pagamento. Una volta che il capitale è stato ricevuto e certificato, la costituzione può essere registrata presso l'Ufficio affari legali.

## Struttura

### Consiglio di amministrazione
In base alla legge attuale, una K.K. deve avere un consiglio di amministrazione (取締役会?, torishimariyaku kai) costituito da almeno tre membri. Gli amministratori hanno una durata legale dell'incarico di due anni e i revisori di quattro anni.
Le piccole società possono esistere con uno o due amministratori soltanto, senza nessuna durata legale dell'incarico, e senza un consiglio di amministrazione (取締役会非設置会社?, torishimariyaku kai hisetchigaisha). In tali società, le decisioni sono prese dall'assemblea degli azionisti e il potere decisionale degli amministratori è relativamente limitato. Non appena venga designato un terzo amministratore, queste società devono formare un consiglio di amministrazione.
Almeno un amministratore è designato come amministratore rappresentante (代表取締役?, daihyō torishimariyaku), che detiene il sigillo sociale e ha il potere di rappresentare la società nelle transazioni. L'amministratore rappresentante deve "riferire" al consiglio di amministrazione ogni tre mesi; l'esatto significato di questa disposizione di legge non è chiaro, ma alcuni studiosi di diritto la interpretano nel senso che il consiglio deve riunirsi ogni tre mesi. Nel 2015, il requisito che almeno un amministratore e un amministratore rappresentante devono essere residenti in Giappone fu cambiato. Non è più richiesto di avere un amministratore rappresentante, sebbene possa essere conveniente averlo.
Gli amministratori sono mandatari (agenti) degli azionisti, e l'amministratore rappresentante è un mandatario del consiglio. Qualsiasi azione al di fuori di questi mandati è considerata una violazione di un dovere imperativo.

### Revisione dei conti e informazione
Ogni K.K. con più amministratori deve avere almeno un revisore dei conti obbligatorio (監査役?, kansayaku). I revisori obbligatori riferiscono agli azionisti, e hanno il potere di esigere relazioni finanziarie e operative dagli amministratori.
Le K.K. con un capitale di oltre 500 milioni di yen, passività di oltre 2 miliardi di yen e/o titoli scambiati tra il pubblico devono avere tre revisori dei conti obbligatori e devono avere anche una revisione dei conti annuale svolta da un contabile esterno abilitato. Le K.K. ad azionariato diffuso devono anche depositare relazioni sui titoli presso il Ministero delle finanze.
In base alla nuova Legge sulle società, le K.K. ad azionariato diffuso e altre di tipo non chiuso possono avere un revisore dei conti obbligatorio, o una struttura con un comitato per le nomine (指名委員会?, shimei iinkai), un comitato per la revisione (監査委員会?, kansa iinkai) e un comitato per le retribuzioni (報酬委員会?, hōshū iinkai), simile a quella delle società ad azionariato diffuso statunitensi.
Le K.K. chiuse possono avere anche una sola persona che funge da amministratore e revisore obbligatorio, indipendentemente dal capitale o dalle passività.
Un revisore dei conti può essere una qualsiasi persona che non sia un dipendente o amministratore della società. In pratica, la posizione è spesso riempita da un dipendente molto anziano vicino alla pensione, o da un avvocato o un contabile esterni.

### Dirigenti
Il diritto giapponese non designa posizioni dirigenziali societarie. La maggior parte delle kabushiki-gaisha di proprietà giapponese non hanno "dirigenti" di per sé, ma sono gestite direttamente dagli amministratori, uno dei quali ha generalmente il titolo di presidente (社長?, shachō). L'equivalente giapponese di un vice presidente societario è un capo dipartimento (部長?, buchō). Tradizionalmente, in base al sistema dell'impiego a vita, gli amministratori e i capi dipartimento cominciano le loro carriere come dipendenti di linea della società e lavorano scalando nel corso del tempo la gerarchia della dirigenza. Questo non avviene nella maggior parte delle società di proprietà straniera in Giappone, e anche alcune società locali hanno abbandonato questo sistema negli anni recenti a favore dell'incoraggiare maggiormente il movimento laterale nella dirigenza.
I dirigenti societari hanno spesso, oltre al titolo di uso comune, il titolo giuridico di shihainin, che li rende rappresentanti autorizzati della società in un particolare ramo d'affari.

## Altri aspetti legali

### Imposizione
Le kabushiki-gaisha sono soggette alla doppia imposizione dei profitti e dei dividendi, come le società nella maggior parte dei paesi. Al contrario di molti altri paesi, tuttavia, il Giappone applica le doppie imposte anche sulle società chiuse (yugen-gaisha e gōdō-gaisha). Questo rende la tassazione un aspetto di minore importanza quando si decide come strutturare un'impresa in Giappone. Tutte le società trattate sul mercato seguono la struttura delle K.K., le imprese minori spesso scelgono di costituirsi come una K.K. semplicemente per apparire più prestigiose.
Oltre alle imposte sul reddito, le K.K. devono anche pagare le imposte di registrazione al governo nazionale, e possono essere soggette alle imposte locali.

### Lite derivata
Generalmente, il potere di fare causa contro gli amministratori per conto della società spetta al revisore dei conti obbligatorio.
Storicamente, le cause derivate degli azionisti erano rare in Giappone. Agli azionisti è stato consentito di citare in giudizio per conto della società fin dall'americanizzazione postbellica del Codice commerciale; tuttavia, questo potere era gravemente limitato dalla natura dei costi processuali in Giappone. Poiché il costo per promuovere un'azione civile è proporzionale all'ammontare dei danni di cui si chiede il risarcimento, gli azionisti raramente avevano la motivazione per intentare causa per conto della società.
Nel 1993, fu riformato il Codice commerciale per ridurre la tariffa per promuovere tutte le cause derivate degli azionisti a 8.200 yen per istanza di risarcimento. Questo portò a un aumento nel numero di cause derivate giudicate dai tribunali giapponesi, da 31 casi pendenti nel 1992 a 286 nel 1999, e a numerose azioni legali degli azionisti di altissimo profilo, come quelle contro la Daiwa Bank e la Nomura Securities